# Morrelganj
Morrelganj (en bengali : মোড়লগঞ্জ) est une upazila du Bangladesh dans le district de Bagerhat. En 1991, on y dénombrait 321 153 habitants.